# Red superpuesta
Una red superpuesta (en inglés, overlay network) es una red virtual de nodos enlazados lógicamente, que está construida sobre una o más redes subyacentes (underlying network). Se dice que los nodos de la red superpuesta están conectados por enlaces virtuales. Su objetivo es implementar servicios de red que no están disponibles en la/s red/es subyacente/s. Las redes superpuestas pueden apilarse de forma que tenga capas que proporcionen servicios a la capa superior.
En una red, los nodos se comunican entre sí usando los llamados protocolos de red. Un protocolo de red es un conjunto de reglas usadas por computadoras para comunicarse entre sí a través de una red. Los protocolos de la red normalmente se organizan en capas formando pilas. Por esta razón la forma habitual de crear una red superpuesta es añadir capa/s adicional/es sobre los protocolos de la/s red/es subyacente/s.
Podemos construir una red superpuesta operando exclusivamente a nivel lógico. Por ejemplo, se puede aprovechar una red de nodos ya conectados para construir sobre ella una nueva red que proporcione servicio/s adicional/es.
Sin embargo, a veces también es necesario operar a nivel físico (además de a nivel lógico). Por ejemplo, para conectar dos redes de área local se necesita interconectar las dos redes a través de un router. La conexión a través del router no solamente proporciona una conexión física entre las redes, también implementa una nueva capa de protocolos que permite la interconexión.

## Interconexión de redes de área local

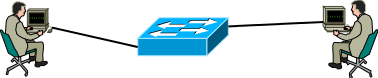
Red Ethernet.

El ejemplo más claro y simple de una red superpuesta está presente en las redes hogareñas. Teniendo una red ethernet como la de la figura, podemos conectar equipos que están en la misma red. Según este ejemplo, la red está creada en la capa de enlace de datos. Esto es suficiente para tener comunicación entre los equipos de esta misma red, pero no para conectar esta red con otras. Para ello necesitamos añadir la capa de red a nuestros equipos y un router, dotando así al sistema de la capacidad de encaminar (este es el nuevo servicio) y creando una red superpuesta.

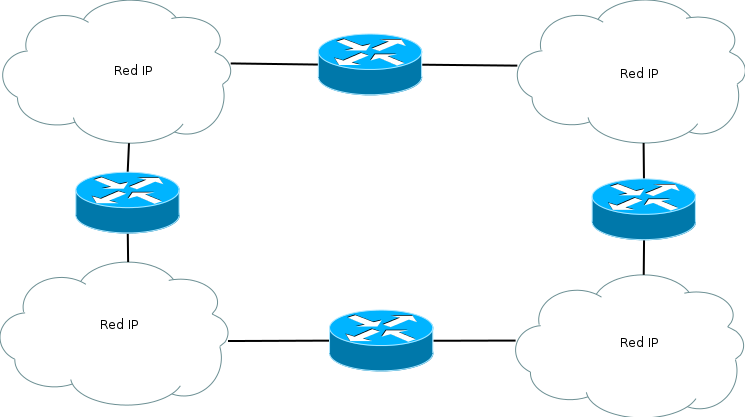
Redes conectadas con routers.

## Internet
Internet es una red superpuesta cuyo objetivo es la conexión de redes de área local y otro tipo de redes. Para su construcción utiliza las redes subyacentes, una serie de líneas de comunicación (por ej. líneas de teléfono o líneas de fibra óptica) y el protocolo IP (nueva capa sobre los mensajes que circulan en las redes subyacentes).

## Otros ejemplos
- Muchas redes peer-to-peer (por ejemplo Kad) son redes superpuestas, ya que están organizadas como nodos de un sistema virtual de enlaces de ejecución en la parte superior de la Internet.
- Redes superpuestas para conseguir que un grupo reducido de nodos se comuniquen con prestaciones superiores a las que son accesibles al resto de nodos (redes superpuestas resistentes).
- Muchas veces para establecer una calidad de servicio (QoS) en la red, se implementa una red superpuesta.
- Redes de distribución de contenido.
- Las Redes Privadas Virtuales (VPN).
- Cuando usamos voz sobre IP estamos usando una red sobre Internet. De hecho hoy día la web de telefonía se está convirtiendo en una red superpuesta sobre Internet.